# La Naissance du jour (téléfilm)
Pour plus de détails, voir Fiche technique et Distribution.
La Naissance du jour est un téléfilm français adapté du roman de Colette, réalisé pour la télévision par Jacques Demy, diffusé en 1980.

## Synopsis
L'écrivaine Colette passe l'été 1927 dans sa maison près de Saint-Tropez ; sa jeunesse s'éloigne, elle pense à son existence passée, à sa mère, aux hommes de sa vie. Autour d'elle gravitent un bel homme jeune, Vial, une jeune femme peintre et les incertitudes du désir.

## Fiche technique
- Titre : La Naissance du jour
- Réalisation : Jacques Demy
- Scénario : Jacques Demy, d'après le roman autobiographique éponyme de Colette
- Photographie : Jean Penzer
- Décors : Hubert Monloup
- Costumes : Rosalie Varda
- Son : Auguste Galli
- Montage : Anne-Marie Cotret
- Musique : Felix Mendelssohn
- Société de production : Technisonor
- Pays d'origine : France
- Format : Couleurs - 1,37:1 - Mono - 16 mm
- Genre : Comédie dramatique
- Durée : 90 minutes
- Date de sortie : octobre 80, Journées cinématographiques d'Orléans ; 1er novembre 1980, FR3

## Distribution
- Danièle Delorme : Colette
- Dominique Sanda : Hélène Clément
- Jean Sorel : Vial
- Orane Demazis : Sido
- Guy Dhers : Villeboeuf
- Joëlle Vautier : Suzanne
- Chantal Darget : Thérèse Dorny
- Jean-Louis Rolland : Moreau
- Jacques Rosny : Segonzac
- Daniel Dhubert : Carco
- Tonie Marshall : Une jeune femme
- Serge Caruso : Le danseur
- Serge Feuillard : Le visiteur
- Brigitte Lechanteur : Une jeune femme
- Marie Marczack : Mme Moreau
- Florence Guérin

## Autour du film
La Naissance du jour est le seul film de Demy réalisé pour la télévision. Il a été tourné dans la maison de Colette, à La Treille Muscate, près de Saint-Tropez.

## Appréciation critique
« La Naissance du jour est un chef-d’œuvre. Voici Colette en train d'écrire sur son papier bleu. Sido, la disparue, se matérialise avec l'apparition (souvenir et non « retour en arrière ») d'Orane Demazis. Les voix-off de la mère et de la fille se mêlent, se répondent. La « voix intérieure » de Colette se confond avec sa parole du présent. Aucun maniérisme, aucune atmosphère rétro, mais la pureté, jusque dans les dialogues, de ce langage écrit et parlé; une mise en scène de l'image et du son où l'inspiration personnelle de Jacques Demy rejoint l'autobiographie de Colette; et ce plan-séquence magnifique de la nuit où Colette écarte Vial (Jean Sorel) de son chemin, de son avenir. »

— Jacques Siclier, Le Monde, 28 août 1994